# Čti mi ze rtů
Čti mi ze rtů (v originále Sur mes lèvres) je francouzský hraný film z roku 2001, který režíroval Jacques Audiard podle vlastního scénáře. Snímek měl světovou premiéru na Mezinárodním filmovém festivalu v Torontu dne 10. září 2001.

## Děj
Carla je nedoslýchavá. Pracuje jako sekretářka v realitní kanceláři. Vede osamělý život a musí snášet ponižování od svých kolegů. Jednoho dne se její zaměstnavatel rozhodne přidat k ní stážistu. Národní agentura práce k nim pošle bývalého trestance Paula, který si odseděl dva roky ve vězení za krádež s přitěžujícími okolnostmi a přechovávání kradeného zboží a byl právě propuštěn pod soudním dohledem.

## Obsazení
| Vincent Cassel         | Paul Angeli                  |
| Emmanuelle Devosová    | Carla Behm                   |
| Olivier Gourmet        | Marchand                     |
| Olivier Perrier        | Masson                       |
| Olivia Bonamy          | Annie                        |
| Bernard Alane          | Morel                        |
| Céline Samie           | Josie Marchand               |
| Pierre Diot            | Keller                       |
| François Loriquet      | Jean-François                |
| Serge Onteniente       | Mammouth                     |
| David Saracino         | Richard Carambo              |
| Christophe Vandevelde  | Louis Carambo                |
| Bô Gaultier de Kermoal | barman                       |
| Loïc Le Page           | Quentin                      |
| Nathalie Lacroix       | zaměstnankyně úřadu práce    |
| Laurent Valo           | mladý neslyšící v kavárně    |
| Christiane Cohendy     | Mathilde, Massonova švagrová |
| Isabelle Caubère       | Jeanne                       |
| Chloé Mons             | Boubou                       |
| Philippe Wintousky     | stavbyvedoucí                |

## Ocenění
- César: nejlepší herečka (Emmanuelle Devos), nejlepší scénář nebo adaptace (Jacques Audiard a Tonino Benacquista), nejlepší zvuk (Pascal Villard, Marc-Antoine Beldent a Cyril Holtz); nominace v kategoriích nejlepší film, nejlepší režie (Jacques Audiard), nejlepší herec (Vincent Cassel).